# Lena Philipsson
Lena Philipsson, znana także jako Lena Ph, właśc. Maria Magdalena Filipsson (ur. 19 stycznia 1966 w Vetlandzie) – szwedzka piosenkarka, autorka tekstów piosenek i prowadząca programów telewizyjnych. Reprezentantka Szwecji podczas 49. Konkursu Piosenki Eurowizji (2004).

## Życiorys
Jako nastolatka występowała w zespole Jupiters kratrar, pochodzącym z jej rodzinnego miasta Vetlanda w Smalandii. W 1982, mając 16 lat, wygrała telewizyjny konkurs młodych talentów z autorską piosenką, dzięki czemu wystąpiła w musicalu i nagrała pierwszy singiel.
Profesjonalną karierę muzyczną rozpoczęła w 1984 wydaniem singla „Boy”/„You Open My Eyes”. W 1986 z piosenką „Kärleken är evig” zajęła drugie miejsce w finale Melodifestivalen. Z utworem dotarła do czwartego miejsca krajowej listy przebojów szwedzkiego radia. W tym czasie nagrywała pod szyldem wytwórni płytowej Mariann Grammofon, która wydała jej debiutancki album studyjny pt. Kärleken är evig, a rok później płytę pt. Dansa i neon. W 1987 z tytułowym singlem z albumu zajęła piąte miejsce w finale Melodifestivalen 1987.
Z czasem nawiązała współpracę z Torgny Söderbergiem, który pomógł jej przy wydaniu albumu, zatytułowany My Name z 1989. Album w ciągu dwóch miesięcy od premiery osiągnął sprzedaż 130 tys. egzemplarzy w kraju. W 1988 z piosenką „Om igen” zajęła drugie miejsce w finale Melodifestivalen 1988. W 1991 wydała kolejny album studyjny pt. A Woman’s Gotta Do What a Woman’s Gotta Do. Dwa lata później zaprezentowała płytę pt. Fantasy. W 1991 skomponowała piosenkę „Tvillingsjäl”, z którą Pernilla Wahlgren zajęła szóste miejsce w finale Melodifestivalen. W 1999 napisała utwór „Det svär jag på” dla zespołu Arvingarna, z którym muzycy zajęli trzecie miejsce w Melodifestivalen 1999.

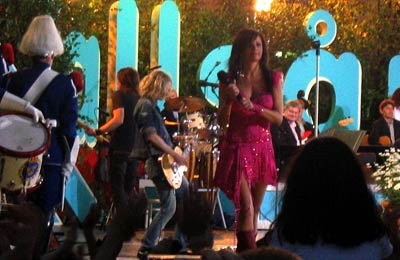
Lena Philipsson podczas występu na festiwalu Allsång på Skansen 2004

W 2003, wraz z Charlotte Perrelli i Markiem Levengoodiem, poprowadziła Melodifestivalen. W 2004 zgłosiła się na festiwal z piosenką „Det gör ont”, napisaną przez Orupa. W finale festiwalu zajęła pierwsze miejsce, dzięki czemu została reprezentantką Szwecji w 49. Konkursie Piosenki Eurowizji w Stambule. Po finale eliminacji nagrała anglojęzyczną wersję piosenki, wydaną pod tytułem „It Hurts”. 15 maja wystąpiła z nią w finale Eurowizji i zajęła piąte miejsce po zdobyciu 170 punktów, w tym maksymalnych not 12 punktów z Danii, Finlandii, Norwegii i Irlandii. Podczas występu na scenie towarzyszył jej chórek w składzie: Jenny Petersson, Martin Kagemark, Britta Bergström, Michael Blomqvist i Andrea Norberg. W sierpniu wydała album studyjny pt. Det gör ont en stund på natten men inget på dan, który zadebiutował na pierwszym miejscu krajowej listy bestsellerów oraz osiągnął status podwójnej platyny za sprzed w ponad 160 tys. nakładzie. Album promowała eurowizyjnym utworem i singlem „Delirium”.
Jesienią 2005 wydała album studyjny pt. Jag ångrar ingeting, który został sprzedany w ponad 60 tys. egzemplarzy. W 2006 poprowadziła szwedzkie eliminacje do 51. Konkursu Piosenki Eurowizji, a w finale eliminacji wystąpiła również jako gość muzyczny, śpiewając piosenkę „Jag ångrar ingenting”. Na początku 2007 odbyła się premiera wspólnego muzycznego show Philipsson i Orupa zatytułowane Lena+Orup. Jesienią 2008 duet wydał album studyjny pt. Dubbel, a w grudniu w Conventum Arena w Örebro zagrali ostatni wspólny koncert.
W 2012 wydała dwunasty solowy album studyjny pt.Världen snurrar.

## Dyskografia

### Albumy
| Rok                            | Tytuł                                            | Pozycja na liście |
| Rok                            | Tytuł                                            | SWE               |
| ------------------------------ | ------------------------------------------------ | ----------------- |
| 1986                           | Kärleken är evig                                 | 20                |
| 1987                           | Dansa i neon                                     | 19                |
| 1987                           | Talking in Your Sleep                            | 9                 |
| 1989                           | My Name                                          | 10                |
| 1931                           | A Woman’s Gotta Do What a Woman’s Gotta Do       | 7                 |
| 1993                           | Fantasy                                          | –                 |
| 1994                           | Lena Philipsson                                  | 10                |
| 1997                           | Bästa vänner                                     | –                 |
| 1998                           | Hennes bästa                                     | –                 |
| 2004                           | Det gör ont en stund på natten men inget på dans | 1                 |
| 2005                           | Jag ångrar ingenting                             | 2                 |
| 2008                           | Dubbel (z Orupem)                                | 2                 |
| 2012                           | Världen snurrar                                  | 4                 |
| „–” pozycja nie była notowana. |                                                  |                   |

| Rok                            | Tytuł                                  | Pozycja na liście |
| Rok                            | Tytuł                                  | SWE               |
| ------------------------------ | -------------------------------------- | ----------------- |
| 1987                           | Boy                                    | –                 |
| 1987                           | Hitlåtar med Lena Philipsson 1985-1987 | –                 |
| 1998                           | Hennes bästa                           | –                 |
| 2001                           | Lena Philipsson Collection 1984-2001   | 13                |
| 2002                           | 100% Lena 20 Hits                      | –                 |
| 2006                           | Lady Star                              | –                 |
| 2007                           | Lena 20 år                             | 2                 |
| „–” pozycja nie była notowana. |                                        |                   |

### Single
| Rok                            | Tytuł                                         | Pozycja na liście |
| Rok                            | Tytuł                                         | SWE               |
| ------------------------------ | --------------------------------------------- | ----------------- |
| 1986                           | „Kärleken är evig”                            | –                 |
| 1987                           | „Dansa i neon”                                | 9                 |
| 1988                           | „Om igen”                                     | 10                |
| 1989                           | „Tänd ett ljus”                               | 12                |
| 1994                           | „Månsken i augusti”                           | 38                |
| 1995                           | „Stjärnorna”                                  | 29                |
| 2001                           | „Spell of Love”                               | 53                |
| 2004                           |                                               |                   |
| „Det gör ont”                  | 1                                             |                   |
| „It Hurts”                     | 4                                             |                   |
| „Delirium”                     | 5                                             |                   |
| „Lena Anthem”                  | 4                                             |                   |
| 2005                           | „På gatan där jag bor”                        | 26                |
| 2005                           | „Unga pojkar & äldre män”                     | 4                 |
| 2005                           | „Han jobbar i affär”                          | 9                 |
| 2008                           | „Nu när du gått” (z Orupem)                   | 1                 |
| 2011                           | „Dancing in the Neon Light” (z Dead by April) | 50                |
| „–” pozycja nie była notowana. |                                               |                   |